# Revolta Liberal da Bahia e Grão-Pará de 1821

## Início
A primeira repercussão no Brasil dos acontecimentos de 1820 ocorreu no Grão-Pará. As tropas da guarnição de Belém, insufladas por Felipe Alberto Patroni Maciel Parente, declararam-se em 10 de dezembro solidárias com a revolta do Porto e com a Junta Provisória de Lisboa, obtendo grande apoio popular. O Governador, Antônio José de Sousa Manuel de Meneses Severim de Noronha – o Conde de Vila Flor –, encontrava-se ausente e foi considerado deposto. O Coronel Francisco José Rodrigues Barata, perante a tropa formada, a 10 de janeiro de 1821, colocou a capitania geral sob a autoridade do governo de Lisboa. Compôs-se uma Junta Governativa sob a presidência do vigário capitular, Romualdo Antônio de Seixas, e enviou-se uma delegação às Cortes. Um emissário foi mandado ao Rio de Janeiro para informar D. João VI sobre os fatos ocorridos e as providências adotadas.
Na Bahia houve mais tumultos. O movimento revolucionário foi chefiado pelos tenentes-coronéis Francisco Pereira, Francisco de Oliveira e Manuel Pedro de Freitas Guimarães. Era grande a efervescência política e as ideias liberais encontravam eco. Vários revoltosos de 1817 que lá se encontravam presos contribuíram para a propagação do movimento.
O levante ocorreu a 10 de fevereiro de 1821. Diversos oficiais considerados hostis foram logo presos. Perante a tropa formada no Forte de São Pedro leu-se um manifesto que condenava o despotismo e a tirania do regime absolutista e conclamava todos a aceitarem o movimento liberal. Deslocando-se para a cidade, a força sublevada foi atacada por tropas fiéis ao Governador, comandadas pelo Marechal Felisberto Caldeira Brant Pontes, mais tarde Marquês de Barbacena. Os legalistas foram derrotados, sofrendo numerosas baixas.
Sob aplausos populares, os rebeldes ocuparam a Câmara e aí, em tumultuada sessão em que esteve presente o Marechal Caldeira Brant, proclamou-se a adesão do movimento à revolução liberal portuguesa e constituiu-se uma Junta Governativa. Caldeira Brant, sob protesto, assinou a ata, conseguindo, no entanto, substituir no documento a palavra "sujeição" por "adesão" à Junta portuguesa.
Alguns dias mais tarde, a Junta Governativa da Bahia enviou a Lisboa a comunicação das decisões, solicitando o envio de tropas para enfrentar possíveis reações provindas do Rio de Janeiro. Simultaneamente foram mandados emissários aos Governadores do Maranhão, de Sergipe e de Pernambuco, pedindo a adesão dessas Províncias ao movimento.

## Consequências
A revolta de 1821 repercutiu, sobretudo, no Rio de Janeiro, onde junto com outros adeptos ao movimento liberal, culminaram na convocação da Assembleia Constituinte e no juramento da Constituição. D. João VI, mais uma vez, foi obrigado a ceder ante a premência dos acontecimentos. Assim, promulgou a 22 de abril o decreto que nomeava D. Pedro Regente do Reino do Brasil. Dessa maneira, o regresso de D. João VI e da família real no dia 26 de abril esvanecia as ilusões de manter o Reino do Brasil, por muito tempo, unido a Portugal e Algarves.